# Ginástica nos Jogos Asiáticos de 1974
A ginástica estreou nos Jogos Asiáticos de 1974 na cidade de Teerã, no Irã, com as disputas da ginástica artística masculina e feminina.

## Eventos
- Individual geral masculino
- Equipes masculino
- Solo masculino
- Barra fixa
- Barras paralelas
- Cavalo com alças
- Argolas
- Salto sobre a mesa masculino
- Individual geral feminino
- Equipes feminino
- Trave
- Solo feminino
- Barras assimétricas
- Salto sobre a mesa feminino

## Medalhistas
| Evento              | Ouro                       | Prata                            | Bronze           |
| Masculino           |                            |                                  |                  |
| Equipes             | CHN                        | JPN                              | PRK              |
| Individual geral    | JPN Kazuo Horide           | CHN Tsai Huantsang               | KOR Lee Yoon-Tak |
| Solo                | JPN Kazuo Horide           | PRK Song S.-B.                   | PRK Kim S.       |
| Cavalo com alças    | CHN Tsai Huantsang         | CHN Yang Mingming                | KOR Kim K.-H.    |
| Argolas             | PRK Kim K.-H.              | CHN Liao J.                      | PRK Song S.-B.   |
| Salto sobre a mesa  | CHN Kazuo Horide           | CHN Tsai Huantsang               | JPN H. Nozawa    |
| Barras paralelas    | KOR Lee Yoon-Tak           | JPN H. Nozawa JPN Tsai Huantsang | nenhum           |
| Barra fixa          | CHN Tsai Huantsang         | JPN Kazuo Horide                 | CHN Pang C.      |
| Feminino            |                            |                                  |                  |
| Equipes             | CHN                        | PRK                              | JPN              |
| Individual geral    | CHN Chiang S.              | CHN Ning H.                      | CHN Hsin K.      |
| Salto sobre a mesa  | JPN R. Yoshida             | PRK Hwang J.-Y.                  | PRK Jo Y.-H.     |
| Barras assimétricas | CHN Chiang S. PRK Jo Y.-H. | nenhum                           | PRK Hwang J.-Y.  |
| Trave               | CHN Chiang S.              | CHN Hsin K.                      | PRK Jo Y.        |
| Solo                | CHN Chiang S.              | CHN Ning H.                      | PRK Jo Y.        |

## Quadro de medalhas
| Ordem | País            | Medalha de ouro | Medalha de prata | Medalha de bronze |    |
| ----- | --------------- | --------------- | ---------------- | ----------------- | -- |
| 1     | China           | 9               | 7                | 2                 | 18 |
| 2     | Japão           | 3               | 4                | 2                 | 9  |
| 3     | Coreia do Norte | 2               | 3                | 7                 | 12 |
| 4     | Coreia do Sul   | 1               |                  | 2                 | 3  |
| TOTAL | TOTAL           | 20              | 9                | 14                | 43 |